# سامر اسلم (۲۰۱۹)
سامر اسلم ۲۰۱۹ (به انگلیسی: (2019) SummerSlam) یک رویداد غیر رایگان (Pay-Per-View) در کشتی حرفه‌ای است که توسط کمپانی دبلیودبلیوئی برای برندهای راو و اسمک داون تهیه می‌شود و این دوره‌اش هم در ۱۱ اوت ۲۰۱۹ و در مجموعه ورزشی ایر کانادا سنتر شهر تورنتو، انتاریو کشور کانادا برگزار شد. این رویداد سی‌ودومین سامراِسلم سالانه و دومین رویدادی بود که در این مجموعه ورزشی (پس از رویداد سال ۲۰۰۴) برگزار شد.

## زمینه‌سازی
سامر اسلم شامل مسابقاتی بین دشمنی‌های موجود، ماجراهای پیش آمده و استوری‌هایی خواهد بود که پیش از این در برنامه‌های راو یا اسمک داون پخش شده بود. کشتی‌گیرها با توجه به مسابقات یا سری اتفاقاتی که برایشان رخ می‌دهد و تنش را به حد اکثر می‌رساند، نقش منفی یا قهرمان به خود می‌گیرند.

## نتایج
| #                                                                                                 | نتایج                                                                    | نوع مسابقه                                                                                    | مدت زمان |
| ------------------------------------------------------------------------------------------------- | ------------------------------------------------------------------------ | --------------------------------------------------------------------------------------------- | -------- |
| ۱پ                                                                                                | درو گولاک (c) پیروز مقابل اونی لورکان                                    | مسابقه تک نفره برای قهرمانی کمربند میان‌وزن دبلیودبلیوئی                                       | ۸:۴۵     |
| ۲پ                                                                                                | بادی مرفی پیروز مقابل آپولو کروز با سلب صلاحیت                           | مسابقه تک نفره                                                                                | ۴:۲۰     |
| ۳پ                                                                                                | الکسا بلیس و نیکی کراس (c) پیروز مقابل د آیکانیکس (بیلی کِی و پیتون رویس) | مسابقه تگ تیم برای قهرمانی کمربندهای تگ تیم زنان اسمک‌داون                                     | ۶:۱۵     |
| ۴                                                                                                 | بکی لینچ (c) پیروز مقابل ناتالیا                                         | مسابقه تسلیم (سابمیشِن) برای قهرمانی کمربند زنان راو                                           | ۱۲:۳۵    |
| ۵                                                                                                 | گلدبرگ پیروز مقابل دالف زیگلر                                            | مسابقه تک نفره                                                                                | ۱:۵۰     |
| ۶                                                                                                 | ای‌جی استایلز (c) (با همراهی کارل اندرسون و لوک گالوز) پیروز مقابل ریکوشِی | مسابقه تک نفره برای قهرمانی کمربند ایالات متحده                                               | ۱۳:۰۰    |
| ۷                                                                                                 | بِیلی (c) پیروز مقابل امبر مون                                            | مسابقه تک نفره برای قهرمانی کمربند زنان اسمک‌داون                                              | ۱۰:۰۰    |
| ۸                                                                                                 | کوین اوونز پیروز مقابل شین مک‌ماهون                                       | مسابقه تک نفره اگر اوونز می‌باخت، او باید از دبلیودبلیوئی می‌رفت. الایس ناظر افتخاری داوری بود. | ۹:۲۰     |
| ۹                                                                                                 | شارلوت فلر پیروز مقابل تریش استراتوس با تسلیم                            | مسابقه تک نفره                                                                                | ۱۶:۴۰    |
| ۱۰                                                                                                | کوفی کینگستون (c) مقابل رندی اورتن بدون برنده بخاطر شمارش معکوس          | مسابقه تک نفره برای کمربند دبلیودبلیوئی                                                       | ۱۶:۴۵    |
| ۱۱                                                                                                | بری وایت "پلید" پیروز مقابل فین بَلر                                      | مسابقه تک نفره                                                                                | ۳:۲۵     |
| ۱۲                                                                                                | سث رالینز پیروز مقابل براک لزنر (c) (با همراهی پل هیمن)                  | مسابقه تک نفره برای قهرمانی کمربند یونیورسال دبلیودبلیوئی                                     | ۱۳:۲۵    |
| - (c) – نشان‌دهنده قهرمان(هایی) است که به میدان می‌روند - پ – نشان‌دهنده این است که مسابقه در پری–شو |                                                                          |                                                                                               |          |